# Похронски Буковец
Похронски Буковец (слч. Pohronský Bukovec) насељено је мјесто са административним статусом сеоске општине (слч. obec) у округу Банска Бистрица, у Банскобистричком крају, Словачка Република.

## Становништво
| Година:    | 1994. | 2004. | 2014. | 2024.    |
| ---------- | ----- | ----- | ----- | -------- |
| Број људи: | 100   | 88    | 110   | 123      |
| Разлика:   |       | -12 % | +25 % | +11,81 % |

| Година:    | 2023. | 2024.   |
| ---------- | ----- | ------- |
| Број људи: | 124   | 123     |
| Разлика:   |       | -0,80 % |

Према подацима о броју становника из 2011. године насеље је имало 101 становника.